# Guillermo Rivero
Pour les articles homonymes, voir Rivero.
Ne doit pas être confondu avec Guillermo Riveros ou Guillermo Rivera.
Guillermo Rivero (Lima, 1897 – La Oroya, avril 1950) était un joueur et entraîneur péruvien de football, évoluant au poste de milieu de terrain.

## Biographie

### Carrière de joueur
Guillermo Rivero arrive au sein de l'Alianza Lima, alors appelé Sport Alianza, en décembre 1917. Il remporte le championnat du Pérou à quatre reprises en faisant le doublé deux fois, d'abord en 1918 et 1919 (où il finit meilleur buteur à chaque fois) puis en 1927 et 1928. Avec 69 buts inscrits pour le club Blanquiazul, il est l'une de ses premières idoles.

### Carrière d'entraîneur
Entraîneur-joueur lorsque l'Alianza Lima remporte le championnat de 1928, il remporte trois autres championnats consécutifs à la tête du club en 1931, 1932 et 1933.

## Palmarès
| Sport Alianza - Championnat du Pérou (4) : - Champion : 1918, 1919, 1927 et 1928. - Meilleur buteur : 1918 (18 buts) et 1919 (15 buts),. |  | Alianza Lima - Championnat du Pérou (4) : - Champion : 1928, 1931, 1932 et 1933. |